# Hypnum fauriei
Hypnum fauriei är en bladmossart som beskrevs av Jules Cardot 1904. Hypnum fauriei ingår i släktet flätmossor, och familjen Hypnaceae. Inga underarter finns listade i Catalogue of Life.